# Rhynchostegiella assamica
Rhynchostegiella assamica är en bladmossart som beskrevs av Jules Cardot och Hugh Neville Dixon 1914. Rhynchostegiella assamica ingår i släktet nålmossor, och familjen Brachytheciaceae. Inga underarter finns listade i Catalogue of Life.